# Macronema partitum
Macronema partitum är en nattsländeart som beskrevs av Navás 1932. Macronema partitum ingår i släktet Macronema och familjen ryssjenattsländor. Inga underarter finns listade i Catalogue of Life.